# Faedis
Faedis (Faedis en frioulan) est une commune italienne de la province d'Udine dans la région autonome du Frioul-Vénétie Julienne en Italie.

## Histoire de l'art

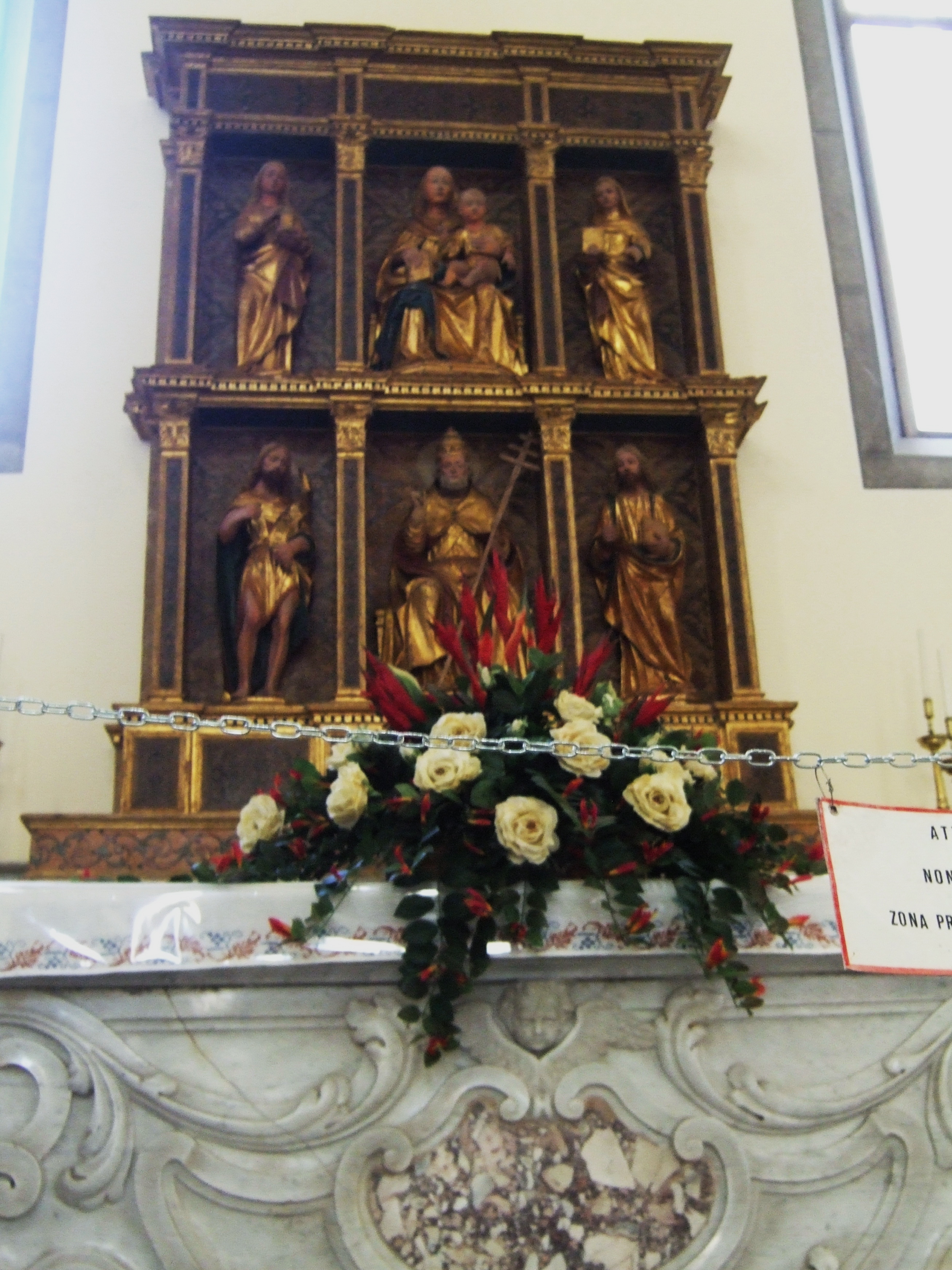
Autel en bois de Giovanni Martini
Église paroissiale de Faedis

On peut y voir un exemple des autels en bois réalisés par le peintre et sculpteur de la Renaissance, Giovanni Martini.

## Administration
| Période                                  | Période | Identité | Étiquette | Qualité |
| ---------------------------------------- | ------- | -------- | --------- | ------- |
|                                          |         |          |           |         |
| Les données manquantes sont à compléter. |         |          |           |         |

### Communes limitrophes
Attimis, Moimacco, Povoletto, Pulfero, Remanzacco, Taipana, Torreano